# Casa Charles A. Braun
La Casa Charles A. Braun  es una casa histórica ubicada en Vista en el estado estadounidense de California. La Casa Charles A. Braun se encuentra inscrita  en el Registro Nacional de Lugares Históricos desde el 05 de enero de 1986. Edgar V. Ullrich fue el arquitecto quién diseñó La Casa Charles A. Braun..

## Ubicación
La Casa Charles A. Braun se encuentra dentro del condado de San Diego en las coordenadas 33°11′10″N 117°14′50″O / 33.186111, -117.247222.